# Треммель, Герхард
Герхард Мартин Треммель (нем. Gerhard Martin Tremmel; род. 16 ноября 1978[…], Мюнхен) — немецкий футболист, вратарь.
Выступал на высшем уровне в Бундеслиге, английской Премьер-Лиге, Лиге чемпионов и Лиге Европы. Треммелю принадлежит несколько рекордов. Так, в сезоне 2012/13 английской Премьер-Лиги ему принадлежит рекорд по количеству сейвов на гол (4,2). По этому же показателю в Европе Треммель уступил лишь Мануэлю Нойеру из мюнхенской «Баварии».

## Карьера
Юношеская карьера Треммеля прошла в нескольких клубах, наиболее известными из которых были мюнхенская «Бавария» и «Мюнхен 1860». Дебютировал на профессиональной арене за «Унтерхахинг».
В 2002 году покинул «Баварию» и провел несколько сезонов в «Ганновере 96» и «Герте», однако в основном был запасным. В 2006 году перешёл в «Энерги Котбус», с которым подписал двухлетний контракт, а 29 апреля 2010 года покинул команду. 7 мая 2010 года намеревался вернуться в «Герту», однако трансфер сорвался и 20 мая игрок подписал контракт с австрийским клубом «Ред Булл».
К «Суонси Сити» Треммель присоединился 30 августа на правах свободного агента после того, как команда получила право выступать в английской Премьер-Лиге. Тренер Брендан Роджерс подписал игрока после предсезонной подготовки, в которой «Суонси» играл с «Селтиком» и «Бетисом».
В январе 2016 года Треммель перешёл в немецкий «Вердер» на правах аренды до конца сезона.